# Allhelgonakyrkan, Lida
Allhelgonakyrkan (belarusiska: Царква Усіх Святых; translitteration: Tsarkva Usih Svjatih; kyrkslaviska: Всехсвѧтскаѧ це́рковь) är en belarusisk-ortodox kyrkobyggnad belägen i den centrala delen av staden Lida, i Hrodna voblast, i västra Belarus.
Kyrkan är helgad åt Alla helgons dag och tillhör Lidas stift.

## Historik
Allhelgonakyrkan i Lida började byggas 1990 och stod klar 2006.

## Kyrkan
Kyrkan är en korskupolkyrka, gjord av tegel och har två våningar.

### Allmänna källor
- Церковь Всех Святых в Лиде | Планета Беларусь (planetabelarus.by)
- Лида (globustut.by)